# 2022 en Alberta
Chronologie de l'Alberta
- 2018
- 2019
- 2020
- 2021
- 2022
- 2023
- 2024
- 2025
- 2026

Cette page concerne des événements qui se sont produits durant l'année 2022 dans la province canadienne de l'Alberta.

## Politique
- Premier ministre :
- Chef de l'Opposition :
- Lieutenant-gouverneur :
- Législature :